# Sent Prist de la Jugiá
Sent Prèch Ligora (en francès Saint-Priest-Ligoure) és un municipi francès situat al departament de l'Alta Viena i a la regió de la Nova Aquitània.

## Demografia
| 1962                                       | 1968 | 1975 | 1982 | 1990 | 1999 | 2007 |
| ------------------------------------------ | ---- | ---- | ---- | ---- | ---- | ---- |
| 590                                        | 758  | 631  | 640  | 561  | 567  | 629  |
| Des de 1962: població sense dobles comptes |      |      |      |      |      |      |

## Administració
| Període   | Identitat         | Partit |
| --------- | ----------------- | ------ |
| 2001-2008 | Guy Royer         |        |
| 2008-     | Bernard Delomenie |        |